# Józef Lewoniewski
Józef Lewoniewski (ur. 8 marca?/20 marca 1899 w Petersburgu, zm. 11 września 1933 we wsi Zasurskoje koło Jadrina pod Kazaniem) – polski lotnik wojskowy i sportowy, kapitan pilot inżynier Wojska Polskiego. Zginął w wypadku podczas próby lotu rekordowego.

## Życiorys

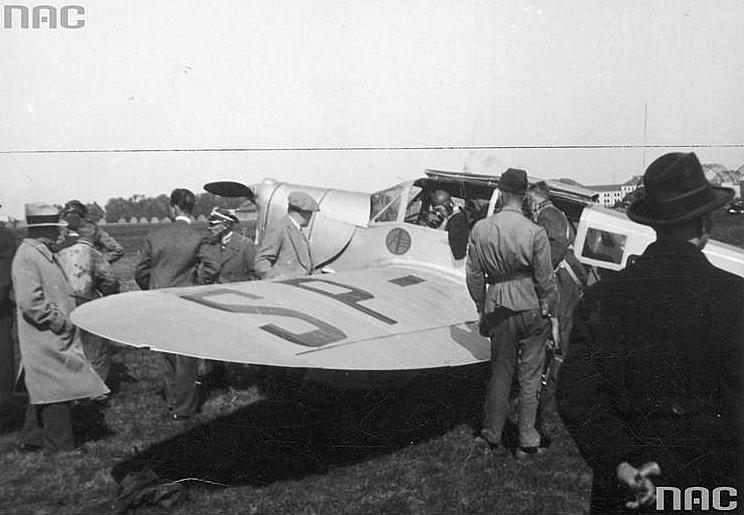
Samolot PZL.19 nr SP-AHH przed startem J. Lewoniewskiego i Cz. Filipowicza 11 września 1933 w Warszawie

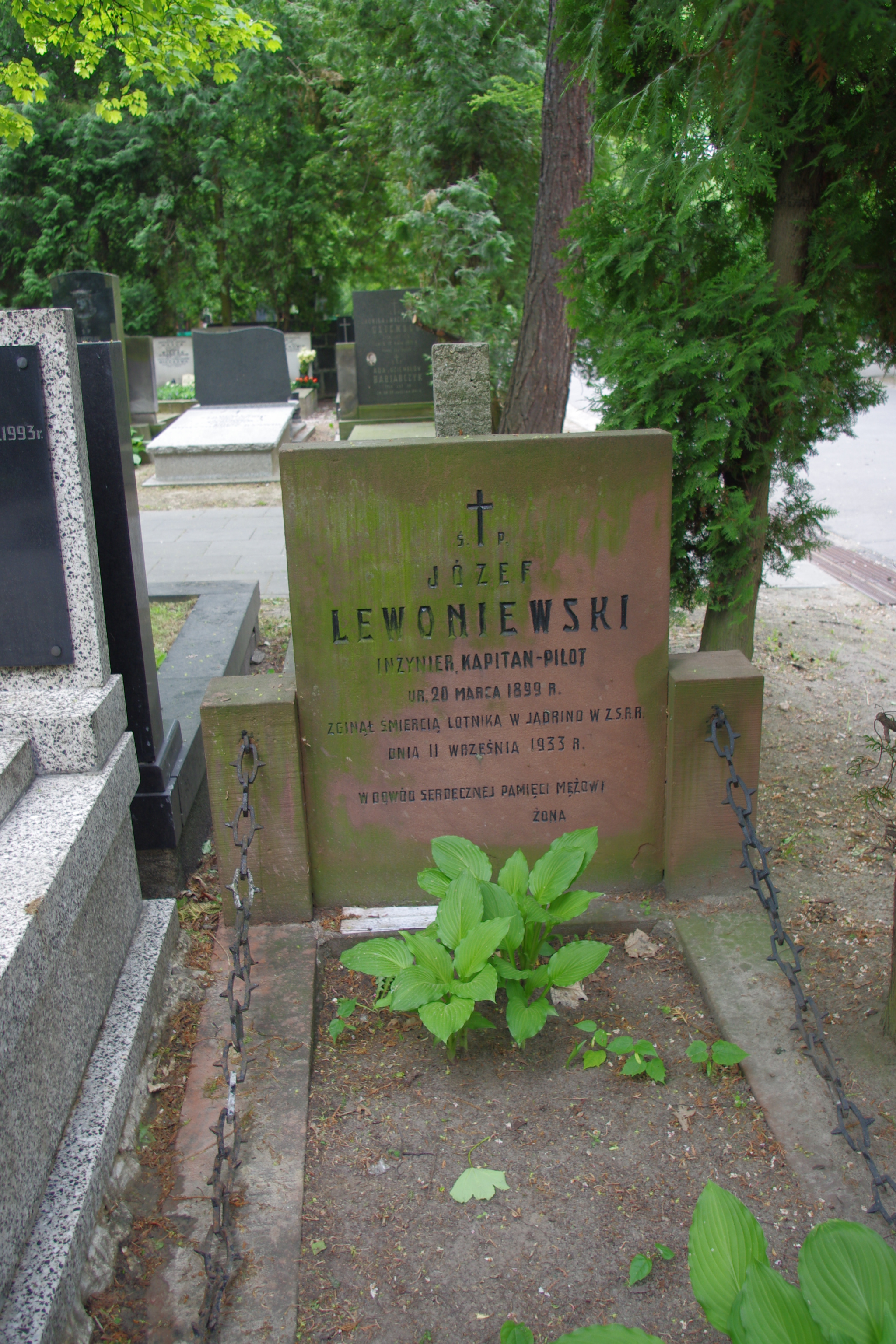
Grób lotnika Józefa Lewoniewskiego na Wojskowych Powązkach w Warszawie.

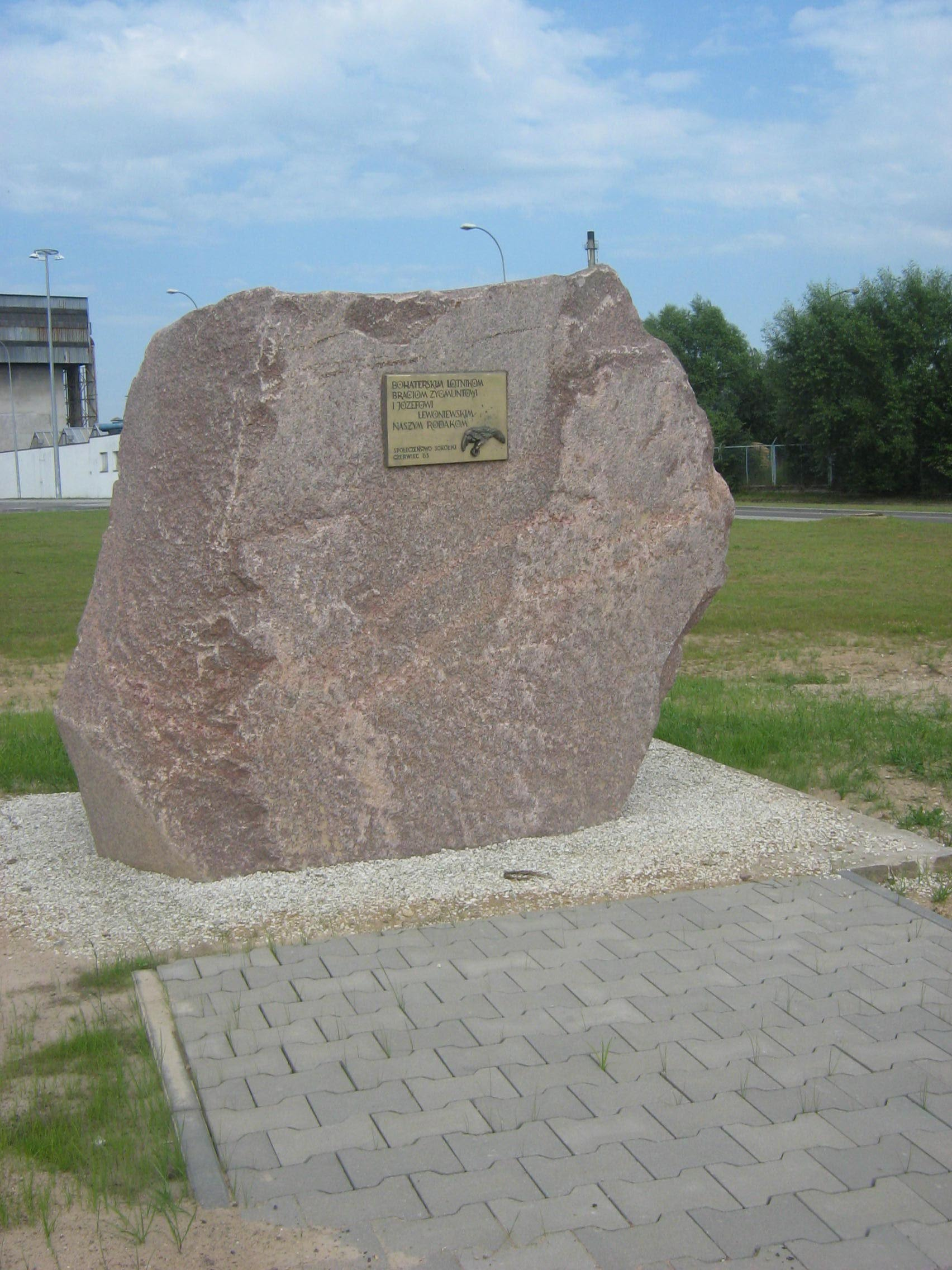
Pomnik w Sokółce poświęcony lotnikom braciom Lewoniewskim.

Rodzice Józefa Lewoniewskiego (matka Teofila z Biziuków, ojciec Aleksander) pochodzili z Sokółki. W 1898 wyjechali do Petersburga w poszukiwaniu pracy. Starszy syn państwa Lewoniewskich, Józef urodził się w Rosji (Petersburg). Tam też ukończył gimnazjum (1917) i wstąpił na Wydział Prawa Uniwersytetu Petersburskiego. Powołany z innymi kolegami-studentami do Armii Czerwonej (służył w niej do 1918), przerwał studia. Z powodu choroby został zwolniony ze służby wojskowej.
W maju 1919 przybył do Polski i wstąpił do 1 pułku szwoleżerów. W sierpniu 1920 otrzymał przydział do grudziądzkiej Szkoły Podchorążych Kawalerii. Po jej ukończeniu, jako podchorąży, został przeniesiony do 11 pułku ułanów, gdzie uzyskał awans na podporucznika. Od grudnia 1922 służył w 3 pułku strzelców konnych w Wołkowysku. W sierpniu 1924 ukończył wojskową Szkołę Pilotażu w Bydgoszczy, uzyskując tytuł pilota. W następnym miesiącu został przeniesiony do korpusu oficerów aeronautycznych z równoczesnym wcieleniem do 1 pułku lotniczego w Warszawie. W pułku pełnił służbę na stanowisku młodszego oficera 18 Eskadry. Od listopada 1926 szkolenie kontynuował we Francji. Po powrocie służył w 1 pułku lotniczym jako pilot myśliwski. W 1928 pełnił służbę w Oficerskiej Szkole Lotniczej w Dęblinie. 
W lipcu 1930 Lewoniewski wziął udział w międzynarodowych zawodach samolotów turystycznych Challenge 1930 na samolocie PWS-51 (rej. SP-ADC), lecz 28 lipca musiał się wycofać na skutek awarii przewodu olejowego, uszkadzając samolot przy przymusowym lądowaniu. W dniach 24 września – 6 października zajął 4 miejsce samolotem PWS-52 w III Krajowym Konkursie Awionetek. Wysunął następnie pomysł przeróbki PWS-52 na samolot rajdowy do lotu dookoła świata. 15 sierpnia 1931 na zmodyfikowanym PWS-52, ze zwiększonym maksymalnie do 760 l zapasem paliwa, wykonał lot dookoła Polski bez lądowania, z jednym pasażerem, pokonując 1755 km w 12 godzin 35 minut. 1 września 1931 wykonał na nim lot z Warszawy do Salonik i z powrotem (2700 km). Miał to być lot bez lądowania, lecz z powodu awarii iskrownika lądował dwukrotnie, na Węgrzech i w Grecji. Z powodu braku funduszy wytwórni PWS zrezygnowano z użycia samolotu do lotu dookoła świata. W 1932 pełnił służbę w Departamencie Aeronautyki Ministerstwa Spraw Wojskowych w Warszawie. W marcu 1933 został przeniesiony do Instytutu Badań Technicznych Lotnictwa w Warszawie na stanowisko pilota doświadczalnego Stacji Doświadczalnej Płatowców.
11 września 1933 Józef Lewoniewski podjął z ppłk obs. Czesławem Filipowiczem próbę pobicia międzynarodowego rekordu długości lotu w linii prostej bez lądowania dla samolotów turystycznych I kategorii (w 1929 ustanowionego przez pilota Lalouetta), na trasie Warszawa - Kazań – Swierdłowsk – Omsk (3400 km) oraz ewentualnie – Krasnojarsk (4600 km), na specjalnie przerobionym samolocie PZL.19 (m.in. dodanie dodatkowych zbiorników z paliwem) ze znakami SP-AHH. Po starcie z lotniska Okęcie i ośmiu i pół godzinach lotu, w wyniku silnej turbulencji w chmurach, doszło do przeciągnięcia i wejścia w niezamierzony korkociąg. Samolot udało się wyprowadzić z korkociągu tuż nad ziemią, jednak maszyna zahaczyła skrzydłem o ziemię i rozbiła się we wsi Zasurskoje koło miejscowości Jadrino pod Kazaniem. Pilot Józef Lewoniewski zginął, a Czesław Filipowicz został lekko ranny. Pochowany na cmentarzu Powązki Wojskowe w Warszawie (kwatera A17-7-1).
Zbiegiem okoliczności, wypadek miał miejsce dokładnie rok po wypadku śmiertelnym Żwirki i Wigury. Do wypadku mogła się przyczynić cecha samolotu PZL.19 jaką była mała stateczność w ślizgu i przesunięty do tyłu środek masy (w wyniku zabudowy dodatkowych zbiorników z paliwem) - co zmniejszało zapas stateczności podłużnej. 

## Życie prywatne
Józef Lewoniewski był rodzonym bratem Zygmunta Lewoniewskiego (1902-1937), lotnika radzieckiego, znanego z akcji pomocy rozbitkom parowca „Czeluskin” i z dalekodystansowych przelotów na samolocie ANT-25, który poniósł śmierć podczas próby przelotu nad biegunem północnym. Józef Lewoniewski był żonaty od 1932 z Anielą Rzyszczewską, Wicemiss Polonia 1929.

## Awanse
- porucznik – ze starszeństwem z dniem 1 grudnia 1922
- kapitan – 12 marca 1933 ze starszeństwem z dniem 1 stycznia 1933 i 30. lokatą w korpusie oficerów aeronautycznych